# Тилос
Тилос (грчки грч. ) је једно од острва у групацији Додеканеза у источној Грчкој. Управно острво припада округу Родос у оквиру Периферији Јужни Егеј, где са околним острвцима и хридима чини посебну општину. Главно место на острву је градић Мегало Хорио.

## Порекло назива
Тилос, некада Телос, добио је име по античком митском јунаку Тилосу, сину бога Хелиоса.

## Природни услови
Тилос је острво Додеканеза средње величине. Најближа осртва су му Нисирос на 15 km ка северу и Халки на 20 km ка југу. Острво је планинско и каменито, састављено највише од кречњачких стена. Обала Тилоса је разуђена са више малих залива са скривеним плажама.
Клима Тилоса је средоземна са дугим, сушним летима и благим и кишовитим зимама. Недостатак воде је значајно ограничење, али, будући да Тилос близу копна, користе се богати подземни извори. Због тога је биљни и животињски свет бујнији него на неким околним острвима, мада је он особен за ову климу. Од гајених култура доминирају маслина и винова лоза.

## Историја
Тилос је насељен још током праисторије. Током раздобља старе Грчке полис Тилос је био члан Делског савеза. У следећим вековима острвоје било у сфери блиског, али знатно моћнијег и развијенијег Родоса, да би у 2. веку п. н. е. пало у руке старог Рима. Касније је Тилос био у оквиру Византије, да би га 1309. године преузели витезови Малтешког реда. 1522. године острво преузимају Турци османлије и под њима Тилос остаје вековима, али уз задржавање одређених привилегија. И поред тога месни Грци се нису мирили са страном владавином, па се становништво Тилоса укључило у Грчки устанак 20их година 19. века, али није било прикључено новооснованој Грчкој. 1912. године острво запоседа Италија, која га губи после Другог светског рата у корист Грчке. Пропадање острва било је неминовно у овим турбуленцијама 20. века, али се последњих деценија ово је донекле умањило развојем туризма.

## Становништво
Главно становништво на Тилосу су Грци. Тилос спада у ретко насељена острва међу значајинијим острвима Додеканеза, а развој туризма током протеклих 20ак година допринео је просперитету острва и смањењу пада броја становника.

## Привреда
Данас се привреда Тилоса све више заснива на туризму и поморству, а све мање на традициналној пољопривреди (маслине, винова лоза, мање јужно воће).